# 穿越火线 (网络剧)
《穿越火線》（英語：Cross Fire），是2020年開播的中國大陸網路劇，由許宏宇執導，鹿晗、吳磊、宋妍霏、代露娃、劉帥良、潘美燁等主演。2020年7月20日在騰訊視頻播出，台灣由WeTV獨家播出。LiTV 線上影視全劇上架。

## 劇情大綱
2008年的肖楓與2019年的路小北在一張穿越火線遊戲地圖中跨時空相遇，兩人從互相懷疑到彼此信任、互相應援，各自組建戰隊、研究戰術並幫助對方成長，最終以不服輸的精神在各自時空實現逆風翻盤。

## 演員列表

### 領銜主演
| 演員                | 角色           | 介紹 |
| 鹿晗                | 肖楓 (Seven)   | 1coin戰隊隊長→continue戰隊教練 實力出眾的電競老手，勉強維持著1coin戰隊。2008年還不是電競發展很好的時候，肖楓與他的隊友們遭遇來自家人、社會的誤解、反對與嘲笑，但他們仍堅持著心中的電競夢。因為一張穿越火線遊戲地圖，與2019年的路小北跨時空相遇，兩人從互相懷疑到彼此信任，最終實現了各自的夢想。之後因被許蔚陷害而昏迷了11年，在2020年甦醒並加盟continue戰隊擔任教練。 |
| 吴磊 童年：張博文   | 路小北 (North) | continue戰隊隊長 遊戲中戰鬥天才，現實中的輪椅少年。他繼承哥哥的遺志，立志成為電競職業選手，在遊戲中所向披靡，卻遭到陷害而失去了進入職業隊的資格。於是自組戰隊，一路自百城聯賽打進職業聯賽，帶領continue戰隊奪得冠軍，並拿了金槍王，最後成為了國家電競隊的隊長。 |
| 宋妍霏              | 安藍           | 肖楓的初中同學。性格稍顯內向的學霸，因為租房與肖楓再度相遇，並開啓了兩人的合租生活。原本一心考研，卻在肖楓的影響下接觸了遊戲，並改變了對遊戲的看法。之後擔任1coin戰隊的領隊，更為1coin戰隊拉來贊助。2020年為Electronic sports遊戲事業部電競賽事營運總監。 |
| 代露娃 童年：紀云舒 | 楚歌           | 路小北的中學同桌。追風少女，一路向陽，在人生的跑道上，不斷戰勝昨天的自己，在中學的時候受到路小北的指導後成功升上大學。曾在Electronic sports遊戲事業部擔任實習生，後離職加入continue戰隊擔任領隊。 |

### 主要演員
| 演員   | 角色                 | 介紹 |
| 刘帅良 | 許蔚 (DW)            | 1coin戰隊成員→引力俱樂部老闆→TNT戰隊教練 肖楓的好朋友，在2008年因開車分心而撞死路小南並導致路小北雙腿殘廢，肇事逃逸並交由修車廠員工曹磊處理肇事車輛，後因屢次遭到威脅而將其殺害。1coin奪得冠軍後，在一次遊戲設備測試中陷害肖楓並導致其昏迷11年。後因殺人事件東窗事發潛逃去日本擔任日本國家電競隊教練。在中國隊對決日本隊前找人砸傷路小北之手使其無法出賽，於國際賽半決賽後，為了逃避警方的逮捕而車禍身亡。 |
| 杨凯程 | 麒麟／霍總 (7lin)    | 1coin戰隊成員→深圳海納集團老總 曾因搶奪老沙粉絲"77"不願道歉而短暫離開戰隊。後在continue頻臨被清盤時，因得悉並相信肖楓和路小北跨越時空對話並挽救肖楓原先死亡的結局之事決定投資他們以及跟他聯手喚醒肖楓。 |
| 黄德毅 | 阿明 (Aming)         | 1coin戰隊成員→物流公司老闆 曾被父母關到網癮治療中心後被肖楓等人聯手救出。 |
| 刘扬   | 猴子                 | 1coin戰隊成員→南山區街道辦主任 曾被妻子逼迫退出戰隊，後在麒麟短暫離開戰隊時回歸幫忙打比賽。 |
| 宋家腾 | 常沙／老沙 (老S→24k) | 1coin戰隊成員→連鎖針灸醫館老闆 2008年曾跟肖楓在遊戲中大戰20回合不分勝負，後被父母關到網癮治療中心，在肖楓救出阿明時被一同救出，並加入1coin戰隊，原名老S，後更名為24k。 |
| 夏志远 | 程浩 (Cyou)          | continue戰隊成員 富二代，路小北的好兄弟，小時候曾因父母離婚與父親吵架並離家出走，在王凱回歸continue戰隊後主動提出轉為管理層及替補成員。 |
| 潘美烨 | 蘇佳意 (S+1)         | continue戰隊成員 電競直播主，原與史蒂夫交往，之後分手。後來跟王凱交往。 |
| 朱俊麟 | 王凱 (Kai)           | continue戰隊成員 與奶奶同住，父母在越南經商。曾被挖角跳槽至引力俱樂部加盟引力戰隊，後與引力戰隊的領隊和老闆發生爭執而回到continue戰隊。後來跟蘇佳意交往。 |
| 张琛   | 哪吒 (Nezha)         | continue戰隊成員 原為托尼老師，在路小北邀請入戰隊時離職。平時甚少跟人溝通，在continue戰隊當南方怪獸的替補戰隊時，被人誣陷偷竊，跳樓自清，送醫治療後話閘大開。 |
| 刘杰毅 | 祥子 (Rookie)        | 引力俱樂部→continue戰隊 路小北在引力俱樂部的好友，曾誣陷小北以獲取機會擔任引力戰隊的替補成員，在王凱跳槽到引力俱樂部時加盟continue戰隊並成為正選成員，在King加盟continue戰隊主動提出轉為替補成員。 |
| 王锵   | King                 | 引力戰隊隊長→continue戰隊成員 父親是引力戰隊投資商，在許蔚暗地裡干預下奪走路小北進入職業隊的資格。原為引力戰隊的隊長，職業聯賽冠軍賽輸給continue戰隊後，因為想拿國際賽冠軍而加盟continue戰隊。 |

### 其他演員
| 演員     | 角色     | 介紹 |
| 邵兵     | 路天鳴   | 路小北父親，寧江南山派出所所長（一級警督）。                                                             |
| 胡小庭   | 路妈     | 路小北母親。                                                                                             |
| 戰宇     | 路小南   | 路小北哥哥。                                                                                             |
| 彭渤     | 梁冰潔   | 引力俱樂部的經理。                                                                                       |
| 張萌     | 白老師   | 路小北和楚歌的老師。                                                                                     |
| 黃愷傑   | 史蒂夫   | S+1的前男友。                                                                                            |
| 喬欣     | 桃子     | 肖楓的前女友，第1集出現。                                                                                |
| 王迅     | 主任     | 曾為肖楓的上司。                                                                                         |
| 葦青     | 王凱奶奶 | 為人開明，支持王凱打電競。原與王凱同住，後在程浩的幫忙下住進養老院。                                     |
| 李艺     | 陳蓉     | 2009年為体育万象报社記者採訪1coin戰隊。2020年在Electronic sports遊戲事業部電競賽事營運總監安藍底下做事。 |
| 王嵛     | 叮叮     | 直播主。                                                                                                 |
| 劉暢     | 高博松   | 楚歌的大學學長、學校藝術團團長。高富帥，喜歡楚歌。                                                       |
| GALA乐队 | GALA乐队 | 地獄賽的賽後表演樂團。                                                                                   |